# Mount Filberg
Mount Filberg är ett berg i Kanada.   Det ligger i provinsen British Columbia, i den sydvästra delen av landet, 3 700 km väster om huvudstaden Ottawa. Toppen på Mount Filberg är 2 035 meter över havet, eller 585 meter över den omgivande terrängen. Bredden vid basen är 14,6 km.
Terrängen runt Mount Filberg är huvudsakligen bergig, men den allra närmaste omgivningen är kuperad.Trakten runt Mount Filberg är nära nog obefolkad, med mindre än två invånare per kvadratkilometer.. Det finns inga samhällen i närheten. 
I omgivningarna runt Mount Filberg växer i huvudsak barrskog.